# Uchronie(s)
Pour les articles homonymes, voir Uchronie (homonymie).
Uchronie(s) est une série de bande dessinée de science-fiction française créée par le scénariste Éric Corbeyran et les trois dessinateurs Éric Chabbert, Tibéry et Djillali Defali. Éditée par Glénat dans la collection Grafica, le premier tome Ruines est sorti en janvier 2008.
Elle repose sur le principe de l'uchronie : l'histoire est racontée dans trois univers parallèles où New York a pu devenir New Byzance, New Harlem et New York, trois villes qui donnent le titre des trois sous-séries (9 albums publiés entre 2008 et 2010 + un album épilogue publié en 2011). Trois nouveaux univers parallèles (9 albums publiés entre 2012 et 2014 + un album épilogue publié en 2015) donnent lieu à trois nouvelles sous-séries : New Beijing, New Moscow et New Dehli.
Les couvertures de tous les albums sont réalisées par Richard Guérineau.

## Description

### Synopsis
Zack Kosinski est un homme doté du pouvoir de prescience. À New Byzance, dominée par l'Utopie fondamentaliste, il traque les futurs auteurs de crimes et implante des rêves dans leurs esprits pour les éviter. Dans New Harlem, où le Black Power assure la suprématie de la population noire, Zack, blanc, est acheté enfant par un homme d'affaires pour prévoir le meilleur moment des opérations de son entreprise.
Au moment du récit, à New Byzance et à New Harlem, la position socialement avantageuse de Zack est chamboulée. Dans les deux cas, il se retrouve pourchassé par les ordres qu'il servait.
À New York, le père de Zack, grand scientifique, a plongé son fils dans un sommeil qui a duré dix années. Réveillé, Zack est troublé par ses visions d'univers parallèles et est menacé par ceux qui veulent prendre possession des découvertes de son père.

### Personnages
- Zack Kosinski

### Clin d'œil
Dans le tome 3 de New York, on note un clin d'œil à la série télévisée Starsky et Hutch. En effet, les 2 agents de la CIA s'appellent Glaser et Saul. On rappelle que les acteurs de Starsky et Hutch sont respectivement Paul Michael Glaser et David Soul.

## Publications françaises

### Albums
Saison 1 :
- New Byzance :
  - tome 1 : Ruines (janvier 2008) - Scénario : Corbeyran / Dessins : Éric Chabbert
  - tome 2 : Résistances (février 2009) - Scénario : Corbeyran / Dessins : Éric Chabbert
  - tome 3 : Réalités (février 2010) - Scénario : Corbeyran / Dessins : Éric Chabbert

- New Harlem :
  - tome 1 : Rapt (mars 2008) - Scénario : Corbeyran / Dessins : Tibéry
  - tome 2 : Rétro-Cognition (avril 2009) - Scénario : Corbeyran / Dessins : Tibéry
  - tome 3 : Révisionnisme (mars 2010) - Scénario : Corbeyran / Dessins : Tibéry

- New York :
  - tome 1 : Renaissance (mai 2008) - Scénario : Corbeyran / Dessins : Defali
  - tome 2 : Résonances (mai 2009) - Scénario : Corbeyran / Dessins : Defali
  - tome 3 : Retrouvailles (octobre 2010) - Scénario : Corbeyran / Dessins : Defali
- Épilogue : 1 tome (février 2011) - Scénario : Corbeyran / Dessins : Éric Chabbert

Saison 2 :
- New Beijing :
  - tome 1 (septembre 2012) - Scénario : Corbeyran / Dessins : Aurélien Morinière
  - tome 2 (octobre 2013) - Scénario : Corbeyran / Dessins : Aurélien Morinière
  - tome 3 (octobre 2014) - Scénario : Corbeyran / Dessins : Aurélien Morinière

- New Moscow :
  - tome 1 (octobre 2012) - Scénario : Corbeyran / Dessins : Nicolas Otéro
  - tome 2 (octobre 2013) - Scénario : Corbeyran / Dessins : Nicolas Otéro
  - tome 3 (octobre 2014) - Scénario : Corbeyran / Dessins : Nicolas Otéro

- New Delhi :
  - tome 1 (mai 2013) - Scénario : Corbeyran / Dessins : Louis Lachance
  - tome 2 (novembre 2013) - Scénario : Corbeyran / Dessins : Defali
  - tome 3 (novembre 2014) - Scénario : Corbeyran / Dessins : Defali
- Épilogue : 1 tome (novembre 2015) - Scénario : Corbeyran / Dessins : Morinière